# Manipolatore d'arte

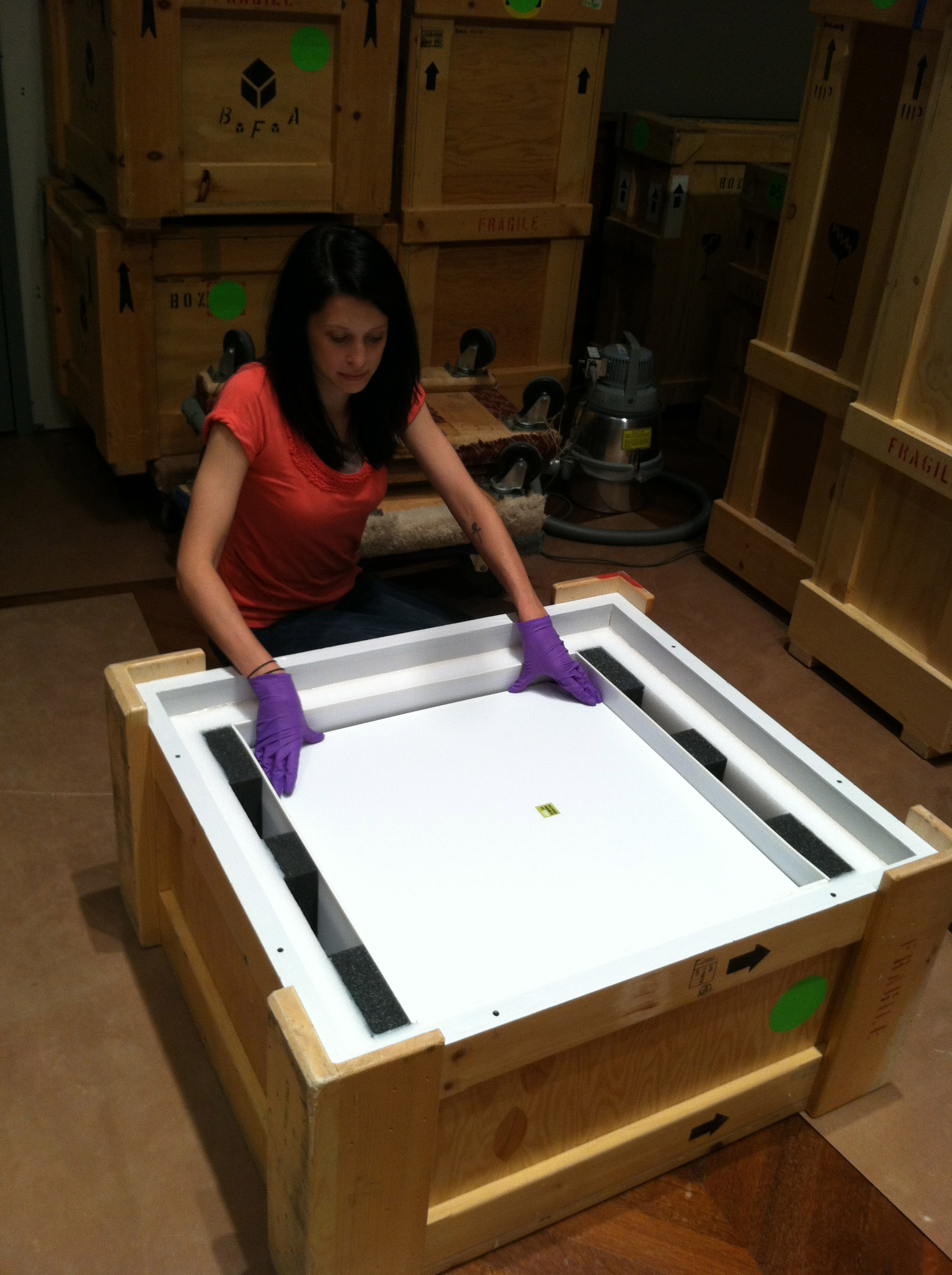
Manipolatore d'arte che imballa un'opera d'arte in una cassa.

Un manipolatore d'arte (art handler) è un individuo qualificato che lavora direttamente con oggetti in musei, gallerie d'arte e vari altri luoghi tra cui collezionisti privati e aziendali, collezioni d'arte pubbliche e varie altre istituzioni. I manipolatori d'arte lavorano in coordinamento con registrar, collection manager, conservatori-restauratori, progettisti di mostre e curatori, tra gli altri, per garantire che gli oggetti siano maneggiati e curati in modo sicuro. Spesso sono responsabili dell'imballaggio, disimballaggio, dell'installazione e della disinstallazione delle opere d'arte nelle mostre e del loro spostamento nel museo e negli spazi di stoccaggio. Sono parte integrante della cura del museo e delle collezioni.

## Panoramica delle responsabilità
Le responsabilità dei gestori e dei manipolatore d'arte differiscono da istituzione a istituzione. I manipolatori d'arte possono essere assunti da musei, gallerie d'arte, collezionisti privati, strutture di deposito d'arte o compagnie di spedizione specializzate. Alcuni lavorano a tempo pieno mentre altri part-time o hanno un contratto con uno o più musei. A seconda delle dimensioni e della portata di un’istituzione, alcuni musei avranno un team di manipolatori d'arte per l’intero museo, mentre altri musei potrebbero avere team permanenti di manipolatori d'arte dedicati a specifici dipartimenti museali.

### Responsabilità principali
I gestori e i manipolatori d'arte sono prima di tutto responsabili di garantire la sicurezza dei manufatti e delle opere d'arte. Per le opere che viaggiano fuori da una galleria o da un museo, i manipolatori d'arte devono imballare accuratamente gli oggetti in casse con materiali adeguati per proteggerli da eventuali danni durante il trasporto. Alcuni oggetti potrebbero richiedere scatole o casse personalizzate che i gestori e i manipolatore d'arte potrebbero costruire sul posto. Allo stesso modo, quando gli oggetti entrano in una galleria o in un museo, gli addetti ai lavori devono disimballarli con cura, prestando molta attenzione a come sono stati originariamente imballati e disposti nel loro contenitore. Anche i gestori e i manipolatore d'arte caricano e scaricano casse dai camion. Quando si caricano casse e pacchi all'interno di un camion per il trasporto di opere d'arte, gli addetti ai lavori e i manipolatori devono assicurarsi di fissare le casse e i pacchi alle pareti e al pavimento dell'area di stoccaggio del camion per impedire qualsiasi tipo di movimento durante il trasporto. I manipolatori d'arte possono anche fungere da corriere, accompagnando l'oggetto durante il trasporto ed essendo presente durante il disimballaggio a destinazione. A volte i gestori e i manipolatori d'arte sono responsabili della preparazione dei documenti di imballaggio e spedizione. 
Un altro ruolo chiave dei gestori e dei manipolatori d'arte è preparare gli oggetti da esporre nelle gallerie. Ciò può includere l'invio di oggetti per la conservazione, l'incorniciatura, il montaggio e l'etichettatura. I gestori e i manipolatori d'arte possono anche essere responsabili della collaborazione con il team della mostra per preparare gli spazi della galleria per gli oggetti. Sono anche coloro che installano e disinstallano fisicamente le opere d'arte e gli artefatti nelle gallerie.
Come parte attiva del team di gestione della collezione e delle mostre, i gestori e i manipolatori d'arte possono talvolta essere responsabili di fotografare oggetti e scrivere rapporti sulle condizioni. Anche la cura generale delle collezioni, come il monitoraggio delle condizioni ambientali e la pratica della conservazione preventiva negli spazi di deposito delle opere d'arte, sono priorità per i gestori e i manipolatori d'arte.

## Conoscenze e competenze

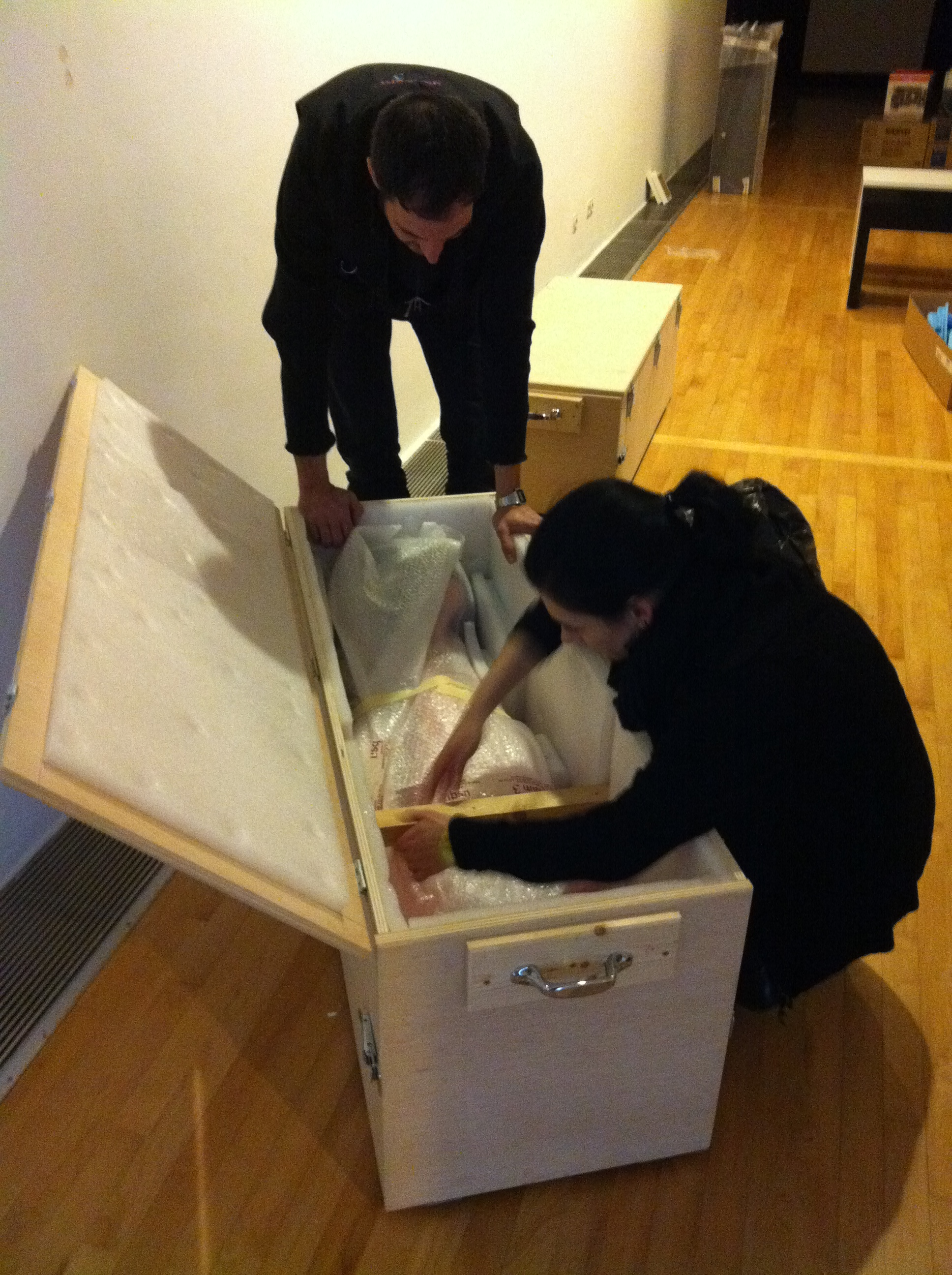
Due manipolatori d'arte che disimballano un'opera d'arte al Museu d'Art de Sabadell.

I manipolatori d'arte devono avere una solida conoscenza di come maneggiare gli oggetti in modo sicuro ed efficiente. Devono comprendere i materiali che compongono gli oggetti con cui lavorano e come questi materiali possono reagire con i materiali di installazione o di imballaggio. È utile per i manipolatori d'arte avere un buon senso dell'orientamento nello spazio, essere competenti in matematica e possedere capacità di problem solving. Essi devono pianificare e comunicare il proprio piano d'azione al resto della squadra prima di iniziare un'azione.

## Istruzione
I manipolatori d'arte affrontano la loro carriera da background diversi, tra cui tirocini ed apprendistati in studi d'arte, laurea in storia dell'arte, design o produzione. Molti manipolatori d'arte sono essi stessi artisti. Per questo mestiere sono generalmente richiesti un diploma di scuola superiore e una laurea. Alcuni manipolatori d'arte possono anche avere studi accademici in ambiti artistici, storia dell'arte, discipline umanistiche o studi museali. Una conoscenza specializzata della chimica può essere utile per comprendere le potenziali interazioni chimiche tra oggetti e materiali di imballaggio o di stoccaggio.
Mentre la maggior parte dei manipolatori d'arte acquisisce esperienza professionale sul lavoro, alcune istituzioni stanno iniziando a offrire programmi di formazione, come il programma di certificazione del Bronx Council on the Arts. 
Con sufficiente esperienza, i manipolatori d'arte possono raggiungere i titoli di manipolatore d'arte senior, preparatore d'arte, registrar, collection manager, ecc.

## Organizzazioni professionali
PACCIN è la rete informativa sulla preparazione e trattamento delle opere d'arte e cura delle collezioni. È un sottocomitato professionale dell'American Alliance of Museums. La pagina web presenta un LISTSERV, un forum e articoli per connettere professionisti museali orientati agli oggetti e condividere risorse. PACCIN organizza anche corsi di formazione e conferenze in tutto il paese. 
La Convenzione Internazionale dei Trasportatori di Mostre e Belle Arti (International Convention of Exhibition and Fine Art Transporters) è una rete di compagnie di trasporto di opere d'arte provenienti da tutto il mondo. Funzionano come una rete per collegare tra loro le aziende di trasporto di opere d'arte e fornire informazioni generali alla comunità sul tema.

## Preoccupazioni e controversie etiche
Come per qualsiasi altra posizione orientata agli oggetti, i gestori e i manipolatori d'arte devono rispettare un codice etico. Similmente al Codice Etico dell'American Institute of Conservation, i manipolatori d'arte sono custodi di oggetti storici e artistici e devono rispettare tutti i beni culturali e dare priorità alla sicurezza degli oggetti. 
Un argomento controverso nel campo della manipolazione d'arte è il trattamento equo dei manipolatori d'arte. Alcuni di essi desiderano essere rappresentati dai sindacati per negoziare i termini e sostenere salari e condizioni di lavoro migliori. Dall'agosto 2011 al giugno 2012, Sotheby's ha bloccato 42 manipolatori d'arte sindacalizzati i cui contratti erano scaduti e desideravano negoziare nuovi contratti. I manipolatori d'arte di Sotheby's erano rappresentati da Teamsters Local 814. Dopo la serrata, ai manipolatori d'arte sindacalizzati è stato concesso un aumento dell'1% all'anno, uno stipendio orario iniziale più alto e gli stessi benefici che i lavoratori avevano in precedenza.